# Анастазієвський Микола
Мико́ла Анастазіє́вський (англ. Mykola Anastaziievskyi; 14 серпня 1891, Скала-над-Збручем — 28 травня 1974, Міннеаполіс) — український  художник, мистецтвознавець педагог, громадський діяч.

## Життєпис
Народився 14 серпня 1891 року в містечку Скалі-над-Збручем (нині селище Скала-Подільська в Чортківському районі Тернопільської області, Україна) у сім'ї столяра. 1912 року закінчив реальну гімназію у Снятині, де, під час навчання, для театрального гуртка створив свій перший художній твір під назвою «Молитва»; 1914 року — Краківську академію мистецтв, де його педагогами були Юзеф Мегоффер, Станіслав Камоцький, Ігнацій Пєньковський. Був стипендіатом митрополита Андрея Шептицького.
Під час визвольних змагань, протягом 1918—1919 років, працював живописцем і графіком у Міністерстві освіти Української Народної Республіки у Кам'янці-Подільському. Опісля продовжив здобувати мистецьку освіту в Інституті художніх і прикладних мистецтв у Варшаві, який закінчив у 1923 році.
У 1923—1927 роках працював учителем малювання в одній із середніх шкіл Помор'я; опісля, до 1939 року, в інших школах Польщі; у 1940—1944 роках — в українських гімназіях і ліцеях Холма. Брав активну участь у мистецькому житті Західної України.
Під час війни потрапив до Німеччини, де був професором Вищої образотворчої студії в Карлсфельді, згодом у Берхтесгадені, яку заснував Сергій Литвиненко. У 1950 році переїхав до Сполучених Штатів Америки, де оселився у Міннеаполісі (штат Міннесота) і продовжив творчу роботу.
Помер у Міннеаполісі 28 травня 1974 року, де й похований.

## Творчість
У творчості художника переважають побутові сюжети, натюрморти, різдвяні та великодні поштові листівки; працював також у галузі реклами. Серед творів:
- «Автопортрет» (1915);
- «Кам'янець-Подільський. Твердиня» (1919);
- «Портрет Андрія Яковича Чайковського, письменника, адвоката» (1929; Національний музей народного мистецтва Гуцульщини та Покуття імені Йосафата Кобринського)[9];
- «Христос на руїнах Нюрнберга й Києва» (1944, акварельна композиція)[a];
- «Портрет Катрі Гриневич» (1947);
- «По ялинку» (1967).

Під час перебування в таборах для переміщених осіб олійними фарбами створив композиції, портрети, альпійські пейзажі, виконував вітальні та святкові листівки.

### Виставкова діяльність
Учасник виставок у Львові Гуртка діячів українського мистецтва у 1923 та 1926 роках, третьої виставки УТМП у 1934 році та ретроспективної виставки українського мистецтва у 1935 році (з полотнами «Дівчина», «Школярик», «Спомин»); у Кракові, Ауґсбурзі, Берхтесгадені, Мюнхені у 1947 році.
У США був учасником виставок у Міннеаполісі, Сан-Пауло, Детройті, Нью-Йорку, зокрема:
- На першій мистецькій виставці українських митців 15—25 березня 1952 року експонував твори «Квіти», «Боз перед хатою», «Гора в Альпах»;
- Брав участь у «Виставці учасників 1-ї зустрічі українських мистців Америки й Канади в Торонто» у 1954 році;
- Виставляв свій твір «Людська вірність» у 1960 році на шостій «Виставці українських митців у вільному світі» та «Виставці українського мистецтва» у Вейн Стейт університеті в Детройті;
- У 1961—1962 роках брав участь у дев'ятій «Виставці українських митців» творами: «Дерево в сонці», «Верби»;
- У 1963 році на «Десятій виставці українських митців» експонував твори «На руїнах» (акварель), «Сходи» (акварель), «Соняшники» (олія).

Брав участь в інших виставках Об'єднання митців-українців в Америці.

## Виноски
1. ↑  Створена після пережитого бомбардування Нюрнберга у 1944 році, із вдячністю Богу за свій порятунок[4].
2. ↑  Мистецька виставка переміщених осіб[4].